# Chartres-i Bernát
Chartres-i Bernát (latinul: Bernardus Carnotensis, franciául: Bernard de Chartres), (?, 1070 körül – Quimper, 1124/1130 körül) középkori francia filozófus.
A Chartres-i iskola kancellárjaként működött. Mivel művei nem maradtak az utókorra, tanítását csak közvetve, az 1180-ban elhunyt Salisburyi János Metalogicon című írásából lehet megismerni. János szerint Bernát igen fontosnak tartott az ókori írók, filozófusok nézeteinek megismerését: „gyakran mondogatta, hogy törpék vagyunk, akik óriások vállán ülünk, hogy többet és távolabbra láthassunk, mint ők, és pedig nem saját látásunk élességével vagy testünk magasságával, hanem mert a gigantikus nagyság felemel és a magasban tart bennünket.” (Met., III. 4., ford. Adamik Tamás, 168–169. o.)

## Bővebb irodalom
- Étienne Gilson: A középkori filozófia története. Budapest: Kairosz Kiadó. 2015.  ISBN 9789636627850 , 277–280. o.